# Wilhelm Nagengast
Wilhelm Nagengast (* 6. März 1892 in Schlaifhausen, Post Wiesenthau; † 21. Februar 1970 ebenda) war ein deutscher Politiker (CSU). Er war von 1946 bis 1962 Abgeordneter des Bayerischen Landtages.

## Leben
Nagengast besuchte eine katholische Volksschule und erwarb im Anschluss berufliche Erfahrung in der Landwirtschaft. Von 1914 bis 1918 nahm er als Soldat am Ersten Weltkrieg teil. Er war als selbständiger Landwirt in Schlaifhausen tätig und besaß dort eine Gastwirtschaft mit angeschlossener Brennerei. Bis 1933 war er Vertrauensmann der Bayerischen Volkspartei (BVP) und Führer des Bayerischen Heimat- und Königsbundes. 1933 wurde er aufgrund seiner politischen Tätigkeit verhaftet.
Nach dem Zweiten Weltkrieg zählte Nagengast 1945 zu den Gründern der CSU in Schlaifhausen. Er stand der Gemeinde Schlaifhausen als Bürgermeister vor. In den 1960er Jahren war er stellvertretender Vorsitzender des Fränkischen Verbandes bäuerlicher Brennereien.
Von 1946 bis 1962 gehörte Nagengast dem Bayerischen Landtag an. Bei der Landtagswahl 1946 gewann er ein Direktmandat im Wahlkreis Oberfranken, bei den Landtagswahlen 1950, 1954 und 1958 jeweils das Direktmandat im Stimmkreis Forchheim (Forchheim Stadt- u. Land, Höchstadt a. d. Aisch). Im Landtag war er von 1946 bis 1950 Mitglied des Ausschusses für Rechts- und Verfassungsfragen, von 1947 bis 1950 des Ausschusses für Ernährung und Landwirtschaft, von 1950 bis 1954 sowie von 1955 bis 1957 des Ausschusses für Angelegenheiten der Heimatvertriebenen und Kriegsfolgegeschädigten, von 1950 bis 1958 des Ausschusses für Wirtschaft und Verkehr und von 1958 bis 1962 des Ausschusses für Grenzlandfragen, des Ausschusses für Kulturpolitische Fragen sowie des Zwischenausschusses.

## Ehrungen und Auszeichnungen
- 1959: Bayerischer Verdienstorden